# Crax
Genre
Crax est un genre d'oiseaux de la famille des Cracidae.

## Liste d'espèces
Selon la classification de référence du Congrès ornithologique international (version 15.1, 2025) :
- Crax rubra Linnaeus, 1758 – Grand Hocco ;
- Crax alberti Fraser, 1852 – Hocco d'Albert ;
- Crax daubentoni Gray, GR, 1867 – Hocco de Daubenton ;
- Crax alector Linnaeus, 1766 – Hocco alector ;
- Crax globulosa Spix, 1825 – Hocco globuleux ;
- Crax fasciolata Spix, 1825 – Hocco à face nue ;
- Crax blumenbachii Spix, 1825 – Hocco de Blumenbach.

## Répartition
Les espèces de ce genre se rencontrent principalement dans les régions tropicales de l'Amérique du Sud, bien que le Grand Hocco vive aussi en Amérique centrale, jusqu'au Mexique.